# Lisa Nordén
Elina Elisabeth „Lisa“ Nordén (* 24. November 1984 in Kristianstad) ist eine schwedische Triathletin. Sie ist U23-Weltmeisterin 2007, Vizeweltmeisterin 2009, Weltmeisterin auf der Triathlon-Sprintdistanz (2010, 2012), Weltmeisterin auf der olympischen Distanz (2012), Dritte bei der Europameisterschaft 2010, schwedische Staatsmeisterin 2008 und Olympiateilnehmerin 2008 sowie Silbermedaillengewinnerin bei den Olympischen Spielen 2012. Sie ist auch als Radrennfahrerin aktiv.

## Werdegang

### Radsport
2004 wurde Nordén schwedische Meisterin im Mannschaftszeitfahren, wobei die Zeiten von ihr und Tove Wiklund und Lina Karlsson im Einzelzeitfahren addiert wurden. Bei den UEC-Straßen-Europameisterschaften 2017 belegte sie den 17. Rang. 2017 bis 2020 wurde sie jeweils schwedische Meisterin im Einzelzeitfahren und 2019 im Straßenrennen.

### Triathlon

#### U23-Weltmeisterin Triathlon 2007
Ihren internationalen Durchbruch hatte Nordén im Jahr 2007, als sie in Hamburg U23-Weltmeisterin wurde, nachdem sie schon bei den Weltmeisterschaften 2003, 2005 und 2006 in ihren Altersklassen Top-Ten-Plätze erreichen konnte.
In Schweden geht oder ging Nordén für den Verein ihres Geburtsortes an den Start: Kristianstads Triatlonklubb – in Kristianstad leben heute noch ihr Vater und ihre Halbschwester. Lisa Nordén lebt jedoch, wenn sie in Schweden ist, in Löddeköpinge, dem Wohnort ihrer Mutter Kerstin. Als Triathlon-Stützpunkt dient Nordén Canberra, wo sie von Darren Smith trainiert wird.
In den acht Jahren von 2003 bis 2010 nahm Nordén an 49 ITU-Bewerben teil und erzielte 28 Top-Ten-Platzierungen. Im Jahr 2009 erreichte sie fünf Weltmeisterschaftsserien-Medaillen und wurde Zweite in der Gesamtwertung der WM-Serie. 2010 glückten Nordén zwei Weltmeisterschaftsserien-Podestplätze und sie errang den dritten Platz in der Gesamtwertung. Nordén nimmt auch an Nicht-ITU-Bewerben teil, so etwa an der Ersten Bundesliga in Deutschland. Im Jahr 2010 konnte sie bei ihren drei Rennen (Gladbeck, Witten, Schliersee) dreimal Gold für Stadtwerke Team Witten gewinnen. 2011 fiel sie auf Platz neun in der Weltmeisterschaftsserien-Rangliste zurück.

#### Silbermedaille Olympische Sommerspiele 2012
Ihre bisher größten Erfolge sind der Gewinn der Silbermedaille bei den Olympischen Spielen 2012 in London, wo sie nach spannendem Schlussspurt zeitgleich mit der Siegerin, der Schweizerin Nicola Spirig, im Fotofinish unterlag, sowie der Gesamtsieg bei der WM-Serie 2012.
In der Saison 2013 startet Nordén auch bei mehreren Rennen über die halbe Ironman-Distanz und gewann im April gleich bei ihrem ersten Start in Spanien die Challenge Fuerteventura. Im Juni 2015 wurde sie Dritte bei den Europaspielen in Baku.
Lisa Nordén qualifizierte sich 2016 zum dritten Mal für einen Startplatz bei den Olympischen Sommerspielen und sie belegte am 20. August in Rio de Janeiro für Schweden den 16. Rang. Im Oktober 2018 wurde Nordén für zwei Jahre ins Athletenkomitee der ITU gewählt.

#### Siegerin Ironman 2021 & 2023
Im Juli 2021 gewann sie mit dem Ironman USA in Lake Placid ihr erstes Rennen auf der Triathlon-Langdistanz (3,86 km Schwimmen, 180,2 km Radfahren und 42,195 km Laufen).
Im Mai 2022 wurde sie Sechste bei den erstmals außerhalb von Hawaii ausgetragenen und vom Oktober 2021 verschobenen Ironman World Championships. Im November wurde die 37-Jährige Zweite im Ironman Mexico. Im August 2023 gewann Nordén ihr zweites Ironman-Rennen im schwedischen Kalmar.

## Auszeichnungen
- 2012 – Svenska-Dagbladet-Goldmedaille („Bragdguldet“)[7]
- 2012 – Radiosportens Jerringpris

## Sportliche Erfolge
| Datum/Jahr    | Rang | Wettbewerb                                                      | Austragungsort              | Zeit        | Bemerkung |
| ------------- | ---- | --------------------------------------------------------------- | --------------------------- | ----------- | --- |
| 4. Juni 2017  | 17   | ITU Triathlon World Cup                                         | Cagliari                    | 01:03:54    | hinter der Schweizer Siegerin Jolanda Annen |
| 20. Aug. 2016 | 16   | Olympische Sommerspiele 2016                                    | Rio de Janeiro              | 02:00:03    | |
| 5. März 2016  | 10   | ITU World Championship Series 2016                              | Abu Dhabi                   | 01:57:27    | im ersten Rennen der Saison |
| 6. Sep. 2015  | 2    | ETU Triathlon Premium European Cup                              | Constanța-Mamaia            | 02:09:06    | |
| 13. Juni 2015 | 3    | Europaspiele 2015                                               | Baku                        | 02:01:46    | |
| 26. Juli 2014 | 4    | 5150 Zurich                                                     | Zürich                      | 02:01:20    | European Championships |
| 21. Sep. 2013 | 1    | Beijing International Triathlon                                 | Peking                      | 02:05:12    | [ 9 ] |
| 14. Juli 2013 | 1    | 5150 Boulder Peak Triathlon                                     | Boulder                     | 01:59:30    | |
| 20. Okt. 2012 | 4    | ITU World Championship Series 2012                              | Auckland                    | 02:11:03    | Mit dem vierten Rang beim Grand Final gewann Nordén die WM-Serie 2012. |
| 29. Sep. 2012 | 1    | ITU World Championship Series 2012                              | Yokohama                    | 01:59:07    | |
| 2. Sep. 2012  | 1    | 5150 U.S. Championships                                         | Des Moines                  | 02:01:59    | |
| 25. Aug. 2012 | 1    | ITU Triathlon Sprint World Championships                        | Stockholm                   | 01:00:36    | Triathlon-Weltmeisterin auf der Sprintdistanz |
| 4. Aug. 2012  | 2    | Olympische Sommerspiele 2012                                    | London                      | 01:59:48    | zeitgleich mit Nicola Spirig |
| 23. Juni 2012 | 2    | ITU World Championship Series 2012                              | Kitzbühel                   | 02:05:40    | |
| 19. Sep. 2011 | 7    | ITU Triathlon World Championship Series 2011                    | Yokohama                    | 02:00:00    | Das Ergebnis des Rennens soll schon für die Saison 2012 berücksichtigt werden.                                                                                             |
| 11. Sep. 2011 | 4    | ITU Triathlon World Championship Series 2011                    | Peking                      | 01:59:00    | Mit dem vierten Rang beim Grand Final erreichte Nordén den neunten Rang bei der WM 2011.                                                                                   |
| 20. Aug. 2011 | 8    | ITU Triathlon Sprint World Championships                        | Lausanne                    | 00:59:07    | Weltmeisterschaft auf der Sprintdistanz |
| 5. Juni 2011  | 12   | ITU Triathlon World Championship Series 2011                    | Madrid                      |             | |
| 9. Apr. 2011  | 9    | ITU Triathlon World Championship Series 2011                    | Sydney                      | 02:02:36    | Auftaktveranstaltung der neuen Saison |
| 18. Sep. 2010 | 1    | Alpen-Triathlon                                                 | Schliersee                  | 02:14:17    | Sieg bei der Internationalen Deutschen Meisterschaft im Triathlon über die olympische Distanz (1,5 km Schwimmen, 40 km Radfahren und 10 km Laufen)                         |
| 12. Sep. 2010 | 4    | ITU Triathlon World Championship Series 2010                    | Budapest                    | 01:51:28    | Mit dem vierten Rang im siebten und letzten Rennen der Saison belegte Lisa Nordén in der WM-Wertung 2010 den dritten Rang.                                                 |
| 21. Aug. 2010 | 1    | ITU Triathlon Sprint World Championships                        | Lausanne                    | 00:58:02    | Siegerin und damit Triathlon-Weltmeisterin auf der Sprintdistanz bei der Erstaustragung vor Emma Moffatt aus Australien (750 m Schwimmen, 20 km Radfahren und 5 km Laufen) |
| 15. Aug. 2010 | 2    | ITU Triathlon World Championship Series 2010                    | Kitzbühel                   | 02:03:06    | Zweite beim 6. Rennen der Serie |
| 18. Juli 2010 | 1    | ITU Triathlon World Championship Series 2010                    | Hamburg                     | 01:53:53    | Siegerin im vierten Rennen vor Emma Moffatt aus Australien |
| 3. Juli 2010  | 3    | ETU Short Distance Triathlon European Championships             | Athlone                     | 01:58:20    | Dritte bei der Triathlon-Europameisterschaft auf der olympischen Kurzdistanz                                                                                               |
| 16. Mai 2010  | 1    | Deutsche Triathlon-Bundesliga                                   | Gladbeck                    | 00:22:25    | Sieg im Super-Sprint (0,25 km Schwimmen, 5,5 km Radfahren und 2,5 km Laufen)                                                                                               |
| 8. Mai 2010   | 13   | World Championship Series 2010                                  | Seoul                       | 02:02:36    | [ 14 ] |
| 11. Apr. 2010 | 5    | World Championship Series 2010                                  | Sydney                      |             | beim Auftaktrennen der Saison 2010 |
| 11. Sep. 2009 | 2    | World Championship Series 2009                                  | Gold Coast                  | 01:59:19    | Vizeweltmeisterin |
| 22. Aug. 2009 | 1    | World Championship Series 2009                                  | Yokohama                    | 01:55:55    | |
| 15. Aug. 2009 | 2    | World Championship Series 2009                                  | London                      | 01:54:26    | |
| 25. Juli 2009 | 2    | World Championship Series 2009                                  | Hamburg                     | 01:57:06    | |
| 5. Juli 2009  | 4    | ETU Short Distance Triathlon European Championships             | Holten                      | 01:55:42    | Europameisterschaft auf der olympischen Kurzdistanz (1,5 km Schwimmen, 40 km Radfahren und 10 km Laufen)                                                                   |
| 30. Mai 2009  | 2    | World Championship Series 2009                                  | Madrid                      | 02:05:59    | |
| 18. Aug. 2008 | 18   | Olympische Sommerspiele 2008                                    | Peking                      | 02:02:27,47 | |
| 5. Juni 2008  | 20   | ITU Triathlon World Championships                               | Vancouver                   |             | Triathlon-Weltmeisterschaft (Kurzdistanz) |
| 2008          | 3    | ETU Short Distance Triathlon European Championships             | Lissabon                    |             | Dritte bei der Europameisterschaft auf der Kurzdistanz (1,5 km Schwimmen, 40 km Radfahren und 10 km Laufen)                                                                |
| 6. Apr. 2008  | 2    | ITU Triathlon Worldcup                                          | New Plymouth                | 02:01:07    | Silbermedaille – nur 6 Sekunden hinter Emma Moffatt |
| 30. Aug. 2007 | 1    | ITU Triathlon World Championship U23                            | Hamburg                     | 02:01:24    | Triathlon-Weltmeisterin U23 |
| 29. Juni 2007 | 16   | ETU Short Distance Triathlon European Championships             | Kopenhagen                  |             | |
| 8. Juli 2006  | 6    | ETU Short Distance Triathlon European Championship U23          | Rijeka                      |             | U23-Europameisterschaft |
| 2006          | 3    | Alpen-Triathlon                                                 | Schliersee                  | 02:19:44    | |
| 10. Sep. 2005 | 10   | ITU Short Distance Triathlon World Championship U23             | Gamagori                    |             | U23-Weltmeisterschaft |
| 29. Aug. 2005 | 17   | ETU Short Distance Triathlon European Championships             | Lausanne                    |             | Europameisterschaft |
| 17. Juli 2005 | 9    | ETU Short Distance Triathlon European Championship U23          | Sofia                       | 02:11:09    | Neunte bei der U23-Triathlon-Europameisterschaft |
| 1. Mai 2005   | 12   | World Cup                                                       | Sunshine Coast (Queensland) |             | in Mooloolaba |
| 9. Mai 2004   | 14   | ITU Short Distance Triathlon World Championship U23             | Madeira                     |             | U23-Triathlon-Weltmeisterschaft |
| 6. Dez. 2003  | 10   | ITU Short Distance Triathlon World Championship Junior Women    | Queenstown                  |             | Junioren-Weltmeisterschaft (750 m Schwimmen, 20,9 km Radfahren und 5,4 km Laufen)                                                                                          |
| 21. Juni 2003 | 14   | ETU Short Distance Triathlon European Championship Junior Women | Karlsbad                    |             | Junioren-Europameisterschaft |

| Datum/Jahr    | Rang | Wettbewerb                      | Austragungsort | Zeit     | Bemerkung |
| ------------- | ---- | ------------------------------- | -------------- | -------- | --- |
| 19. Okt. 2024 | 3    | Challenge Mallorca              | Peguera        | 04:15:24 | |
| 1. Sep. 2024  | 9    | Ironman 70.3 Zell am See-Kaprun | Zell am See    | 04:24:11 | |
| 14. Okt. 2023 | 9    | Ironman Hawaii                  | Hawaii         | 08:49:36 | |
| 19. Aug. 2023 | 1    | Ironman Sweden                  | Kalmar         | 08:47:02 | |
| 20. Nov. 2022 | 2    | Ironman Mexico                  | Cozumel        | 08:46:36 | |
| 6. Okt. 2022  | 5    | Ironman Hawaii                  | Hawaii         | 08:54:43 | [ 18 ] |
| 7. Mai 2022   | 6    | Ironman St. George              | St. George     | 09:03:31 | Ironman World Championships 2021                                                                                                 |
| 3. Okt. 2021  | 1    | Challenge Salou                 | Salou          | 03:51:09 | musste witterungsbedingt ohne die Schwimmdistanz als Duathlon ausgetragen werden (5 km Laufen, 85 km Radfahren und 21 km Laufen) |
| 25. Juli 2021 | 1    | Ironman USA                     | Lake Placid    | 09:11:26 | erster Start auf der Ironman-Distanz                                                                                             |
| 24. Apr. 2021 | 3    | Challenge Gran Canaria          | Anfi           | 04:11:43 | |
| 25. Aug. 2018 | 3    | Ironman 70.3 Vichy              | Vichy          | 04:17:33 | |
| 8. Juli 2018  | 1    | Ironman 70.3 Jönköping          | Jönköping      | 04:18:17 | |
| 13. Mai 2017  | 7    | Ironman 70.3 Mallorca           | Alcúdia        | 04:45:53 | |
| 8. Sep. 2013  | 8    | Ironman 70.3 World Championship | Las Vegas      | 04:31:44 | Ironman 70.3 Weltmeisterschaft                                                                                                   |
| 23. Juni 2013 | 1    | Ironman 70.3 Syracuse           | Syracuse       | 04:24:37 | erster Ironman 70.3-Sieg |
| 13. Apr. 2013 | 1    | Challenge Fuerteventura         | Fuerteventura  | 04:26:35 | Siegerin auf der Halbdistanz |

| Datum/Jahr   | Rang | Wettbewerb                                         | Austragungsort | Zeit     | Bemerkung                                                                            |
| ------------ | ---- | -------------------------------------------------- | -------------- | -------- | ------------------------------------------------------------------------------------ |
| 2024         | 1    | Schwedische Meisterschaft im Einzelzeitfahren      | Linköping      | 00:42:11 | über 32 km                                                                           |
| 2020         | 1    | Schwedische Meisterschaft im Einzelzeitfahren      | Schweden       | 00:43:52 | über 30 km                                                                           |
| 2018         | 1    | Schwedische Meisterschaft im Einzelzeitfahren      | Schweden       |          |                                                                                      |
| 3. Aug. 2017 | 17   | UEC-Straßen-Europameisterschaften 2017             | Herning        | 00:53:51 | hinter der Niederländerin Ellen van Dijk über 31,5 km                                |
| 2017         | 1    | Schwedische Meisterschaft im Einzelzeitfahren      | Schweden       |          |                                                                                      |
| 2004         | 1    | Schwedische Meisterschaft im Mannschaftszeitfahren | Schweden       |          | Zeiten von ihr und Tove Wiklund und Lina Karlsson im Einzelzeitfahren wurden addiert |

(DNF – Did Not Finish)